# تيرا نوفا دو نورتي
تيرا نوفا دو نورتي بلدية في ولاية ماتو غروسو في المنطقة الوسطى الغربية من البرازيل.